# A Division 1928-1929 (Irlanda)
Il campionato era composto da dieci squadre e lo Shelbourne F.C. vinse il titolo. Non vi furono retrocessioni.

## Classifica finale
| Pos. | Squadra              | Pt | G  | V  | N | P  | GF | GS | DR  |
| ---- | -------------------- | -- | -- | -- | - | -- | -- | -- | --- |
| 1    | Shelbourne F.C.      | 33 | 18 | 16 | 1 | 1  | 49 | 12 | +37 |
| 2    | Bohemian F.C.        | 32 | 18 | 15 | 2 | 1  | 61 | 23 | +38 |
| 3    | Shamrock Rovers F.C. | 24 | 18 | 10 | 4 | 4  | 58 | 28 | +30 |
| 4    | Drumcondra F.C.      | 18 | 18 | 7  | 4 | 7  | 28 | 31 | -3  |
| 5    | Dundalk F.C.         | 17 | 18 | 7  | 3 | 8  | 43 | 44 | -1  |
| 6    | St James's Gate F.C. | 14 | 18 | 5  | 4 | 9  | 37 | 44 | -7  |
| 7    | Fordsons F.C.        | 13 | 18 | 5  | 3 | 10 | 27 | 36 | -9  |
| 8    | Brideville FC        | 11 | 18 | 4  | 3 | 11 | 28 | 57 | -29 |
| 9    | Jacobs F.C.          | 10 | 18 | 2  | 6 | 10 | 26 | 48 | -22 |
| 10   | Bray Unknowns F.C.   | 8  | 18 | 2  | 4 | 12 | 24 | 58 | -34 |

G = Partite giocate; V = Vittorie; N = Nulle/Pareggi; P = Perse; GF = Goal fatti; GS = Goal subiti; 